# 中川運河
中川運河其出海口是位於日本愛知縣名古屋市港區之名古屋港，當初是為了連接中川區之舊日本國鐵笹島車站（為貨運車站。在1986年11月1日廢站，現址位於名古屋臨海高速鐵道青波線笹島演奏廳站南方附近）而挖掘興築而成之運河。

## 概要
- 全長：8.4km（於1930年時為7.1km）
- 寬度：36m～91m（依流經區域而其寬度有所變動）
- 水深：1.2m～3.6m（依流經區域而其水深有所變動）

## 橋樑
於本運河起點之名古屋市中川區運河町，至出海口之名古屋港之間共8.4公里區段中，架設有14座橋樑。另外，在通往堀川之運河途中有3座橋樑，而在JR東海之東海道新幹線及東海道本線、中央線，還有名古屋鐵道之名古屋本線有鋪設高架橋於其間。

各橋樑由運河起點往出海口方向來記載
- 運河橋（名古屋市道愛知名驛南線）
- 猿子橋
- 小栗橋
- 長良橋（愛知縣道115號津島七寶名古屋線）
- 八熊橋
- 篠原橋（愛知縣道29号彌富名古屋線）
- 野立橋
- 中野橋
- 蜆橋
- 昭和橋（日本國道1號）
- 東海橋（主要地方道70號名古屋十四山線）
- 伊呂波橋
- 名四國道高架橋（日本國道23號）
- 中川橋（名古屋市道金城埠頭線）

在長良橋至伊呂波橋之間的町名，除了有例外的名稱之外，通常將當地名稱於運河西側稱為“●船町”、於運河東側稱為“●川町”。（舉例：於八熊橋之西側為富船町、東側為富川町）
通往堀川運河方向所架設之橋梁
- 柳原橋
- 鐵路之高架橋
- 西日置橋（名古屋市道愛知名驛南線）
- 南北橋（愛知縣道107號中川中村線）